# Un homme chanceux
Pour plus de détails, voir Fiche technique et Distribution.
Un homme chanceux (Lykke-Per) est un film danois réalisé par Bille August, sorti en 2018. Il a aussi été exploité au format série télévisée.
En 2019, il est soumis par le Danemark pour l'Oscar du meilleur film en langue étrangère.

## Synopsis
En conflit avec son père pieux et autoritaire, Peter Sidenius quitte sa famille et se rend à Copenhague pour étudier à l'université polytechnique. Ambitieux et intelligent, il est animé par un grand projet d'avenir pour le Danemark, qui consiste à exploiter l'eau et l'énergie éolienne pour développer le pays grâce à l'électricité. Pierre rencontre Ivan et son père Phillip Salomon, issus d'une riche famille de banquiers juifs. La famille Salomon l'accueille chaleureusement et l'encourage à parler de son projet énergétique. Rapidement, Peter courtise Jakobe, la sœur d’Ivan. Alors qu’il ne parvient pas à obtenir l'approbation du gouvernement ministériel pour ses plans, Phillip Salomon décide d'envoyer Peter en Autriche pour poursuivre ses études d'ingénieur et faire examiner par d'autres ses projets de canaux, d'éoliennes et d'énergie hydraulique. A l’insu de sa famille, Jakobe rend visite à Peter à Vienne. Ils échangent des mots et des actes d'amour, et elle tombe enceinte.

## Fiche technique
- Titre : Un homme chanceux
- Titre original : Lykke-Per
- Réalisation : Bille August
- Scénario : Anders Frithiof August et Bille August d'après le roman de Henrik Pontoppidan
- Musique : Lorenz Dangel
- Photographie : Dirk Brüel
- Montage : Janus Billeskov Jansen et Anne Østerud
- Production : Thomas Heinesen et Karin Trolle
- Société de production : Nordisk Film Production, FilmFyn et TV2 Danmark
- Société de distribution : Nordisk Film Distribution (Scandinavie), Netflix
- Pays :  Danemark
- Genre : Drame
- Durée : 162 minutes
- Dates de sortie : 
  -  Danemark : 30 août 2018
  - Netflix : 19 avril 2019

## Distribution
- Esben Smed : Peter Andreas Sidenius
- Katrine Greis-Rosenthal : Jakobe Salomon
- Benjamin Kitter : Ivan Salomon
- Julie Christiansen : Nanny Salomon
- Tommy Kenter : Phillip Salomon
- Tammi Øst : Lea Salomon
- Rasmus Bjerg : Eybert
- Ole Lemmeke : Delft
- Sara Viktoria Bjerregaard Christensen : Inger
- Sophie-Marie Jeppesen : Lisbeth
- Claus Flygare : Priest
- Bertram Cervantes Godiksen : Hagbarth Sidenius
- Jens Albinus : Eberhardt Sidenius

## Distinctions

### Récompenses
- Prix Tiantian du meilleur film 2019 au Festival international du film de Beijing[2],[3]

### Nominations
- Robert du meilleur film danois 2018
- Robert du meilleur réalisateur 2018